# Ercheia subumbrosa
Ercheia subumbrosa là một loài bướm đêm trong họ Noctuidae.